# La marca del zorrillo
Pour plus de détails, voir Fiche technique et Distribution.
La marca del zorillo est un film parodique mexicain réalisé par Gilberto Martínez Solares et sorti en 1950.

## Synopsis
Californie, 1840. Le vicomte de Texmelucan organise une fête pour recevoir son fils de retour de ses études d'escrime en Italie. Mais le jeune homme s'avère être un lâche fuyant à la moindre occasion. Alors qu'il fuyait un duel, il sauve une sorcière. Pour le remercier, celle-ci lui donne une pommade qui le rend invincible pendant une heure. Le jeune Tin aura seulement trois chances pour sauver son père des injustices du gouverneur Marcelo.

## Fiche technique
- Titre original : La marca del zorillo
- Réalisation : Gilberto Martínez Solares
- Scénario : Gilberto Martínez Solares, Juan García
- Musique : Rosalío Ramírez, Federico Ruiz
- Production : Ana María Escobedo, Felipe Mier
- Société(s) de production : AS Films S.A.
- Pays d’origine :  Mexique
- Langue originale : espagnol
- Format : noir et blanc — 1,37:1 — son Mono
- Genre : comédie, parodie, fantastique
- Durée : 105 minutes
- Dates de sortie :
  - Mexique : 15 juin 1950

## Distribution
- Germán Valdés : Tin / le vicomte de Texmelucan
- Silvia Pinal : Lupita
- Marcelo Chávez : Don Marcelo de Toluca, le gouverneur
- Rafael Alcayde : capitaine don Gaspar de Cadereyta
- Hortensia Constance : Doña Leonor de Tijuana
- Juan García : Pitaya
- Lupe Inclán : la sorcière Verónica
- Rafael Banquells (Rafael Banquels) : un officiel
- José René Ruiz : Enano
- Joaquín García Vargas (Joaquin Vargas 'Borolas')  : Cocinero
- Gregorio Acosta : un garde (non crédité)
- Ramón Valdés : un garde (non crédité)